# سرجیو اسکودرو (بازیکن فوتبال، زاده ۱۹۸۳)
سرجیو اسکودرو (انگلیسی: Sergio Escudero؛ زادهٔ ۱۲ آوریل ۱۹۸۳) بازیکن فوتبال اهل آرژانتین است.
از باشگاه‌هایی که در آن بازی کرده‌است می‌توان به باشگاه فوتبال کوریتیبا، باشگاه فوتبال کریسیوما، باشگاه فوتبال کورینتیانس، باشگاه اتلتیکو ایندپندینته، و باشگاه فوتبال آرژانتینوس جونیورز اشاره کرد.